# Lista över inofficiella namn i Mariehamn
Inofficiella namn i Mariehamn i Finland är namn på platser, gator, byggnader och dylikt som är allmänt förekommande i folkmun men inte är officiella. Det finns ett stort antal inofficiella namn i Mariehamn.
Uttalsmarkeringarna i tabellen torde följa standarden som används av SAOL och NE:s ordbok, inte standarden enligt Internationella fonetiska alfabetet.[källa behövs]
| Namn                 | Varianter & uttal                                       | Kommentar | WD                     |
| -------------------- | ------------------------------------------------------- | --- | ---------------------- |
| Bananknippet         | Varianter: Bananknippet, Bananerna, Sälstatyn           | Konstverket Ståtbådan utanför Självstyrelsegården. | Q118453320 på Wikidata |
| Bläckfisken          | Varianter: Bläckfisken, Rökerirondellen, Rökkarondellen | Rondellen har fått namn Bläckfisken efter de olika "armar" som leder ut ur den. Namnet Bläckfisken var i alla fall tidigare rätt etablerat, men idag känner inte alla till namnet. Rondellen har också kallats Rökerirondellen efter det fiskrökeri som fanns i närheten ända in på 1990-talet. Rökkarondellen kallas rondellen efter kiosken Rökka som ligger invid rondellen. | Q10658997 på Wikidata  |
| Bomans ängarna       | Varianter: Bomans ängarna, Bomans                       | Ytternäs sportfält, som byggdes på ängar som tillhörde Boman. |                        |
| Böndernas hus        |                                                         | Böndernas hus hette en gång restaurangen som fanns i den här byggnaden. Namnet lever kvar hos de som kände till restaurangen. I dag verkar Medis i byggnaden. |                        |
| Chipshuset           |                                                         | Här har företaget Chips(en) haft kontorslokal. |                        |
| Edorondellen         |                                                         | Rondell invid Edos, dvs. Edos mack eller Firma Edv. Karlsson. |                        |
| Edos                 |                                                         | Edos mack eller Firma Edv. Karlsson, namngiven efter innehavaren. |                        |
| Espen                |                                                         | Gatorna Norra Esplanadgatan och Östra Esplanadgatan kallas ibland Espen, ibland kallas de också Norra Espen eller Östra Espen. Namnet Espen kan också syfta på Hotell Esplanad som ligger invid esplanaden. |                        |
| Finska ambassaden    |                                                         | Statens ämbetsverk på Åland har ibland skämtsamt kallats Finska ambassaden för att så många från fastlandet, dvs. från övriga Finland, arbetat där. | Q3364771 på Wikidata   |
| Flygfisken           |                                                         | Rondellen där man viker av till Mariehamns flygplats. Namnet Flygfisken har getts i analogi med namnen på rondellerna Bläckfisken, Lutfisken och Plattfisken. |                        |
| Galgbacken           | Varianter: Galgbacken, Österbottniska ambassaden        | Självstyrelsegården har kallats Galgbacken med syftning både på verksamheten och de beslut som fattas i byggnaden och på "galgarna" som pryder området utanför byggnaden. Namnet Österbottniska ambassaden har nämnts av en del för att där sägs arbeta eller har arbetat många personer som kommer från Österbotten i Finland.                                                 | Q10669359 på Wikidata  |
| Gamla flygfältsvägen |                                                         | Här gick vägen till Mariehamns flygplats tidigare och då kallades vägen Flygfältsvägen. När den nya vägen till flygfältet byggdes började vägen kallas Gamla flygfältsvägen. Vägen heter Svibyvägen. |                        |
| Gamla Godbyvägen     |                                                         | Vägen heter Godbyvägen men började kallas Gamla Godbyvägen efter att den nya och större vägen till Godby, Nya Godbyvägen, byggdes. |                        |
| Gräddhyllan          |                                                         | Bostadsområde på Åsvägen som när det byggdes ansågs väldigt påkostat. |                        |
| Guldkusten           |                                                         | Område med bostäder nedanför Östernäsvägen som när de byggdes ansågs väldigt påkostade. |                        |
| Hönshuset            |                                                         | Idag en kanslibyggnad på sjukhusområdet, tidigare var här personalbostäder. Varför huset kallats Hönshuset finns olika förlaringar men en förklaring är att här har bott sjuksköterskestuderande. |                        |
| IG                   |                                                         | En förkortning för idrottsgården på Neptunigatan. |                        |
| IP                   |                                                         | En förkortning för idrottsplanen vid Idrottsgatan. Idrottsplanen heter Wiklöf Holding Arena. | Q2414122 på Wikidata   |
| Julle                |                                                         | Staty av Julius Sundblom (1865-1945). Julius Sundblom har även kallats Ålandskungen. Han var en av förgrundsgestalterna i kampen om Ålands återförening med Sverige, Ålands första talman och även chefredaktör för tidningen Åland. |                        |
| Julles               |                                                         | Café Julius på Torggatan. |                        |
| Kaninburarna         |                                                         | Låga höghus vid Askuddsvägen 2 och 4 som ansågs väldigt fula då de byggdes. Husen är renoverade i dag. |                        |
| KK-huset             |                                                         | Förkortning av det officiella namnet Alandica Kultur & Kongress. Byggnaden har också kallas Ringhals 3 och ingått i serien Ringhals 1 och Ringhals 2 som andra stora nybyggen kallats eftersom de ansetts så fula. Namnet Ringhals har de fått efter ett kärnkraftverk i Sverige.                                                                                               | Q22681201 på Wikidata  |
| Kärleksstigen        | Varianter: Kärleksstigen, Jungfrustigen                 | Uthuggen stig i Badhusberget. Den slingriga stigen har också kallats Jungfrustigen "när man inte täcktes säga Kärleksstigen". |                        |
| Lutfisken            | Varianter: Lutfisken, Västra rondellen                  | Rondell som eftersom den lutar en aning har kallats Lutfisken i analogi med namnen på rondellerna Bläckfisken, Flygfisken och Plattfisken. Rondellen kallas också Västra rondellen. Innan rondellen byggdes gick korsningen också under namnen Råttfällan eller Käpphelvetet, eftersom det var en besvärlig korsning och mycket trafikmärken här.                               |                        |
| Nordeahuset          |                                                         | Hus på Torggatan där banken Nordea har sitt kontor. |                        |
| Nygge                |                                                         | Nygatan har ofta kallat så av ungdomar som hängt här på helger och lediga kvällar. |                        |
| Pepparkakshuset      | Varianter: Pepparkakshuset, Kyrkan                      | Ett hus i engelsk stil som till utseendet påminner om ett pepparkakshus eller en kyrka. |                        |
| Pissberget           |                                                         | Vid vattentornet uppe på Badhusberget kan man lätt tömma blåsan i skymundan. |                        |
| Plattfisken          | Varianter: Plattfisken, Ålands plan, Fantasiarondellen  | Stadens äldsta rondell har fått sitt namn Plattfisken i analogi med namnen på rondellerna Bläckfisken, Flygfisken och Lutfisken. Plattfisken för att rondellen ligger ganska lågt jämfört med de andra. Fantasiarondellen kallas den av en del efter pizzerian Fantasia som ligger invid rondellen.                                                                             |                        |
| Rökka                | Varianter: Rökkas                                       | Kiosken heter Rökeri Kiosken efter ett fiskrökeri som tidigare fanns i närheten, mest känd är kiosken ändå under namnet Rökka eller Rökkas. |                        |
| Rönnbergs torg       |                                                         | Ett område där det förr fanns en soptipp som en man vid namn Rönnberg förestod. Området är idag utfyllt och bebyggt men fortfarande kommer en del ihåg Rönnberg. |                        |
| Sions harpa          | Varianter: Sions harpa, Sions borg                      | Ett hus på Skarpansvägen med vertikala balkar som ser ut som en harpa. |                        |
| Sjukhusbacken        |                                                         | Backen på Sjukhusvägen. |                        |
| Smitfilen            | Varianter: Smitfilen, Smitis                            | Vägfil som går från Österleden ut mot Lemlandsvägen. Genom att ta Smitfilen slipper man köra genom rondellen som ligger lite längre fram. Namnet Smitfilen bildades då vägfilen var nybyggd. |                        |
| Snobbhyllan          |                                                         | Bostäderna på Ringvägen kallades så när de byggdes. |                        |
| Sparis               |                                                         | Affären Sparhallen som i dag finns inne i köpcentret Maxinge. |                        |
| Sprängberget         |                                                         | Bostadsområdet Solberget kallas av en del för Sprängberget p.g.a. de omfattande sprängningar man gjorde här då bostadsområdet byggdes. Bostadsområdet har också kallats Gräddhyllan, efter den gamla Gräddhyllan, med sina nya flotta hus. |                        |
| Stadshusbacken       | Varianter: Stadshusbacken, Öhbergska backen             | Öhbergska backen efter Abraham Öhberg, föreståndare för Navigationsskolan, som bodde här i backen. | Q118557547 på Wikidata |
| Stan                 |                                                         | Liksom många andra städer kallas Mariehamn kort och kort Stan, både av de som bor inne i staden och de som bor utanför. | Q48329 på Wikidata     |
| Svampen              |                                                         | Matmarknaden Kantarellen kallas av en del Svampen. |                        |
| Tornhuset            |                                                         | Byggnad med kännspakt torn ritad av arkitekten Lars Sonck. |                        |
| Östra utfarten       |                                                         | Namnet Östra utfarten används ofta i stället för det officiella namnet Österleden. |                        |